# Tuchoměřice
Tuchoměřice är en ort i Tjeckien.   Den ligger i regionen Mellersta Böhmen, i den centrala delen av landet, 11 km nordväst om huvudstaden Prag. Tuchoměřice ligger 311 meter över havet och antalet invånare är 1 032.
Terrängen runt Tuchoměřice är lite kuperad. Runt Tuchoměřice är det mycket tätbefolkat, med 2 261 invånare per kvadratkilometer. Närmaste större samhälle är Prag, 11,2 km sydost om Tuchoměřice. Runt Tuchoměřice är det i huvudsak tätbebyggt.